# Pottiaceae
Famille
Les Pottiacées, Pottiaceae, sont une famille de mousses de l'ordre des Pottiales. Cette famille comprend le plus grand nombre d'espèces de mousses (environ 1 500, soit plus de 10% des 10 000 à 15 000 espèces de mousses connues). Elle est divisée en cinq sous-familles et 83 genres.

## Caractéristiques
Ce sont des plantes bryophytes se présentant généralement sous la forme de gazon ou lâchement cespiteuses, de couleur verte ou brune, distales et proximales. Elles forment des coussins denses de différentes tailles. 
Les feuilles ont des formes différentes, mais une forte nervure est toujours présente. 
La tige de la capsule est généralement allongée et lisse. La capsule est généralement cylindrique.
Beaucoup de Pottiaceae préfèrent des endroits bien ensoleillés. Certaines espèces tolèrent une forte sécheresse et une forte exposition au soleil. Beaucoup poussent sur des sites très calcaires ou très salins.

## Liste des genres
- sous-famille des Timmielloideae
  - Timmiella
- sous-famille des Trichostomoideae
  - Bryoceuthospora
  - Calymperastrum
  - Calyptopogon
  - Chionoloma
  - Eucladium
  - Leptobarbula
  - Neophoenix
  - Pachyneuropsis
  - Pleurochaete
  - Pottiopsis
  - Pseudosymblepharis
  - Quaesticula
  - Streptocalypta
  - Tetracoscinodon
  - Tetrapterum
  - Tortella Lindb.
  - Trachycarpidium
  - Trichostomum
  - Oxystegus
  - Tuerckheima Broth.
  - Uleobryum
  - Weissia
  - Weissiodicranum
- sous-famille des Barbuloideae
  - Anoectangium
  - Barbula
  - Bellibarbula
  - Bryoerythrophyllum
  - Cinclidotus
  - Dialytrichia
  - Didymodon (e.g. Didymodon tomaculosus)
  - Erythrophyllopsis
  - Ganguleea
  - Gertrudiella
  - Gymnostomum
  - Gymnostomiella
  - Gyroweisia
  - Hymenostyliella
  - Hymenostylium
  - Hyophila
  - Hyophiladelphus
  - Koponobryum
  - Leptodontiella
  - Leptodontium
  - Luisierella
  - Mironia
  - Molendoa
  - Plaubelia
  - Pseudocrossidium
  - Reimersia
  - Rhexophyllum
  - Sarconeurum (e.g. Sarconeurum glaciale)
  - Splachnobryum
  - Streptotrichum
  - Teniolophora
  - Trachyodontium
  - Triquetrella
  - Weisiopsis
- sous-famille des Pottioideae
  - Acaulon
  - Aloina
  - Aloinella Cardot
  - Chenia
  - Crossidium
  - Crumia
  - Dolotortula
  - Globulinella
  - Hennediella
  - Hilpertia
  - Ludorugbya
  - Microbryum
  - Microcrossidium
  - Phascopsis
  - Pterygoneurum
  - Sagenotortula
  - Saitobryum
  - Stegonia
  - Stonea R. H. Zander
  - Streptopogon
  - Syntrichia
  - Tortula
  - Willia
- sous-famille des Merceyoideae
  - Scopelophila